# Magdalena Augusta von Anhalt-Zerbst

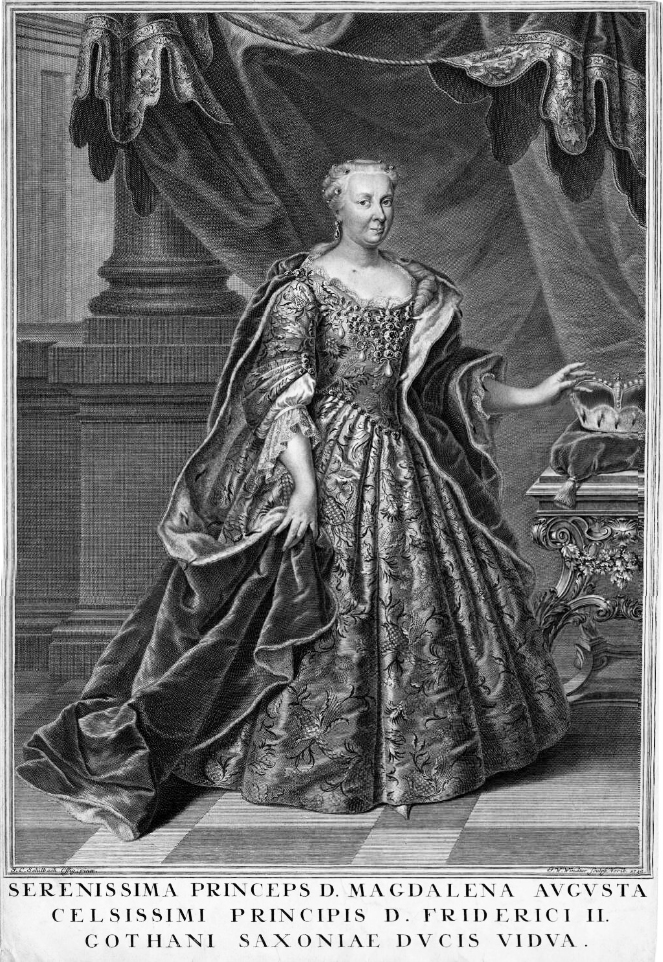
Magdalena Augusta von Anhalt-Zerbst als Herzogin von Sachsen-Gotha-Altenburg im Hermelinmantel und dem Fürstenhut neben ihr

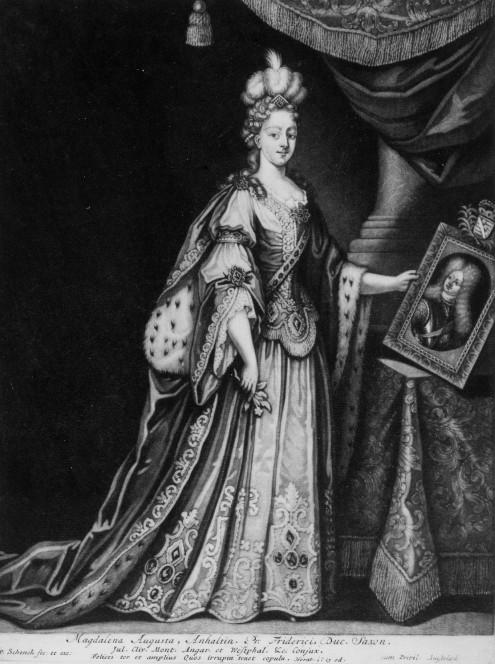
Magdalena Augusta von Anhalt-Zerbst mit einem Porträt ihres Mannes Friedrich II. von Sachsen-Gotha-Altenburg in der Hand

Magdalena Augusta von Anhalt-Zerbst (* 13. Oktober 1679 in Zerbst; † 11. Oktober 1740 in Altenburg) war Prinzessin von Anhalt-Zerbst aus dem Hause der Askanier und durch Heirat Herzogin von Sachsen-Gotha-Altenburg.

## Familie
Magdalena Augusta war eine Tochter des Fürsten Karl Wilhelm von Anhalt-Zerbst (1652–1718) aus dessen Ehe mit Sophie (1654–1724), Tochter des Herzogs August von Sachsen-Weißenfels.
Am 17. Juni 1696 heiratete sie in Gotha Herzog Friedrich II. von Sachsen-Gotha-Altenburg, der 1691 zur Regierung gekommen war. Die in der Gothaer Bibliothek aufbewahrten Briefe der Herzogin an ihren Mann zeugen von einer liebevollen und glücklichen Ehe. 
Von eher bescheidenem Verstand zeugt ihre Weigerung, ihre jüngste Tochter in Englisch unterrichten zu lassen, nachdem diese dem präsumtiven britischen Thronfolger versprochen war. Sie behauptete: “[...] das sei ganz unnöthig, denn da die Hannover-Familie über zwanzig Jahre auf dem englischen Throne sei, so müssten die Leute in England und besonders bei Hofe so oft und so gut Deutsch sprechen, wie Englisch.”

## Nachkommen
Aus ihrer Ehe hatte Magdalena Augusta folgende Kinder:
- Sophie (1697–1703)
- Friedrich III. (1699–1772), Herzog von Sachsen-Gotha-Altenburg

⚭ 1729 Prinzessin Luise Dorothea von Sachsen-Meiningen (1710–1767)
- Wilhelm (1701–1771)

⚭ 1742 Prinzessin Anna von Schleswig-Holstein-Gottorp (1709–1758)
- Karl Friedrich (1702–1703)
- Johann August (1704–1767)

⚭ 1752 Gräfin Louise Reuß zu Schleiz (1726–1773)
- Christian (*/† 1705)
- Christian Wilhelm (1706–1748)

⚭ 1743 Gräfin Louise Reuß zu Schleiz (1726–1773)
- Ludwig Ernst (1707–1763)
- Emanuel (1709–1710)
- Moritz (1711–1777), Regent in Sachsen-Eisenach
- Sophie (*/† 1712)
- Karl (1714–1715)
- Friederike (1715–1775)

⚭ 1734 Herzog Johann Adolf II. von Sachsen-Weißenfels (1685–1746)
- Magdalene Sibylle (*/† 1718)
- Augusta (1719–1772)

⚭ 1736 Prinz Friedrich Ludwig von Hannover, Prince of Wales (1707–1751)
- Johann Adolf (1721–1799)

## Sonstiges
Magdalena Augusta fand ihre letzte Ruhestätte in der Fürstengruft der Schlosskirche auf dem Gothaer Friedenstein neben ihrem acht Jahre zuvor verstorbenen Mann.